# Scaevola spicigera
Scaevola spicigera är en tvåhjärtbladig växtart som beskrevs av R. Carolin. Scaevola spicigera ingår i släktet Scaevola och familjen Goodeniaceae. Inga underarter finns listade i Catalogue of Life.